# Xuân Lai, Yên Bình
Xuân Lai là một xã thuộc huyện Yên Bình, tỉnh Yên Bái, Việt Nam.
Xã Xuân Lai có diện tích 26,38 km², dân số năm 2019 là 3.325 người, mật độ dân số đạt 126 người/km².